# Alice Marriott
Alice Marriott (ur. 19 października 1907 w Salt Lake City, zm. 17 kwietnia 2000) – amerykańska przedsiębiorczyni i filantropka. Żona Johna Willarda Marriotta, założyciela sieci hotelowej Marriott International.
Marriott urodziła się w Salt Lake City, jako córka Alice Taylor i Edwina Spencer Sheets. W wieku 19 lat ukończyła z wyróżnieniem Uniwersytet Utah. Członkini towarzystwa Phi Kappa Phi oraz żeńskiego klubu Chi Omega. 9 czerwca 1927 wzięła ślub z Johnem Willardem Marriott w świątyni Salt Lake. W tym samym roku wraz z mężem otworzyli stoisko z piwem korzennym (ang. root beer - orzeźwiający, bezalkoholowy oraz bezkofeinowy napój o smaku korzennym). 30 lat później oboje otwierają swój pierwszy hotel Twin Bridges Motor Hotel w Arlingtonie, w stanie Wirginia. Hotel tan zapoczątkował powstanie sieci Marriott International.
Zapewniała fundusze instytucjom edukacyjnym.
Jej matka Alice Taylor Sheets 2 lipca 1930 wyszła za mąż za senatora Reeda Smoot, po tym jak oboje owdowieli.